# Antidiarreico

Fórmula bastão da Loperamida

Antidiarreico é um medicamento utilizado a fim de controlar a diarreia.
Podem ser :
- Obstipantes  - diminuem a motilidade intestinal (loperamida)
- Adsorventes  - se ligam a outras substâncias, inativando-as (carvão ativado)
- Antiflatulentos - elimina gases formados durante a digestão (dimeticona)
- Antimicrobianos - eliminam microorganismos causadores de infeções do trato gastrointestinal (ampicilina, ciprofloxacina, trimetoprim)

Vale a pena ressaltar que a grande maioria das diarreias é auto-limitante, não necessitando de nenhum medicamento para controle, ainda mais que, a maioria é de origem viral. Não existem tratamentos curativos para a grande maioria das doenças de origem viral, sendo a maioria dos tratamentos apenas de suporte. Daí, conclui-se que o mais importante, na verdade, é a hidratação do doente.